# جورجیا (فیلم ۱۹۸۸)
«جورجیا» (انگلیسی: Georgia (1988 film)) یک فیلم است که در سال ۱۹۸۸ منتشر شد. از بازیگران آن می‌توان به جودی دیویس اشاره کرد.